# Lac d'Arou
Le Lac d'Arou est un lac pyrénéen français situé administrativement dans la commune d'Ancizan dans le département des Hautes-Pyrénées en région Occitanie.
Le lac a une superficie de 0,3 ha pour une altitude de 1 786 m, il atteint une profondeur de 3 m.

## Géographie
- Situation : vallée des Quatre-Véziaux - Hautes-Pyrénées

### Topographie
|                                   | Arbizon Vallée des Quatre-Véziaux |                                     |
| Soum de Coste Oueillère (2 453 m) | lac d’Arou                        | Hourquette d'Ancizan                |
|                                   | Pic de Monfaucon (2 712 m)        | Pic du Bassia ou Montaric (2 557 m) |

### Hydrographie
Le lac a pour émissaire le Ruisseau d'Artigou qui rejoint ensuite l'Adour de Payolle.

## Protection environnementale
Le lac fait partie d'une zone naturelle protégée, classée ZNIEFF de type 1 : Montagne des Quatre Véziaux, Montarrouye et Gaoube et de type 2 : Bassin du haut Adour.

## Voies d'accès

### Niveau
Facile ; 2 h pour les confirmés, 2 h 30 pour les novices.
Carte IGN 1:50 000 = Campan (feuille XVII-47)
Carte IGN 1:25 000 = Néouvielle - Vallée d'Aure (feuille 276)

### Itinéraire d'accès
- Depuis Tarbes, passer Bagnères-de-Bigorre, Campan et Sainte-Marie de Campan. Prendre la direction du Col d'Aspin, passer la Seoube et arriver à Payolle.

- À Payolle, se rendre près du lac, emprunter la route forestière de la Hourquette et grimper jusqu'à la Hourquette d'Ancizan. Garer la voiture près du col.

- Le sentier démarre légèrement en dessous de la Hourquette, direction sud-ouest. Il est bien marqué et visible, et court à flanc de montagne, pratiquement à l'horizontale. De nombreuses sources jalonnent l'itinéraire.

Après une heure et demie de marche tranquille, une petite côte mène à un premier laquet à l'altitude de 1 745 m. Franchir le ruisseau sur le pont, puis grimper rive gauche une dernière montée un peu rude ; en une demi-heure environ, on parvient au lac d'Arou.
- Au lac, une source jaillit d'un trou de rocher, à l'affleurement de l'eau, sur le côté ouest.

- Si on arrive tôt le matin, on peut voir quelques marmottes et, si on est silencieux, des vautours fauves posés au sol. Parfois, les chevaux en liberté dans le bas du massif de l'Arbizon viennent boire au lac avec les poulains de l'année (attention aux étalons parfois impulsifs, car ce sont des animaux semi-sauvages).